# 柏林附近诺伊恩哈根
柏林附近诺伊恩哈根（德語：Neuenhagen bei Berlin）是德国勃兰登堡州的市镇，隶属于梅尔基施-奥得兰县。总面积为19.61平方千米，截至2023年12月31日总人口为19,143人。